# لیزل هابر
 لیزل هابر (انگلیسی: Liezel Huber؛ زاده ۲۱ اوت ۱۹۷۶) یک تنیس‌باز اهل ایالات متحده آمریکا است.